# Дискобол

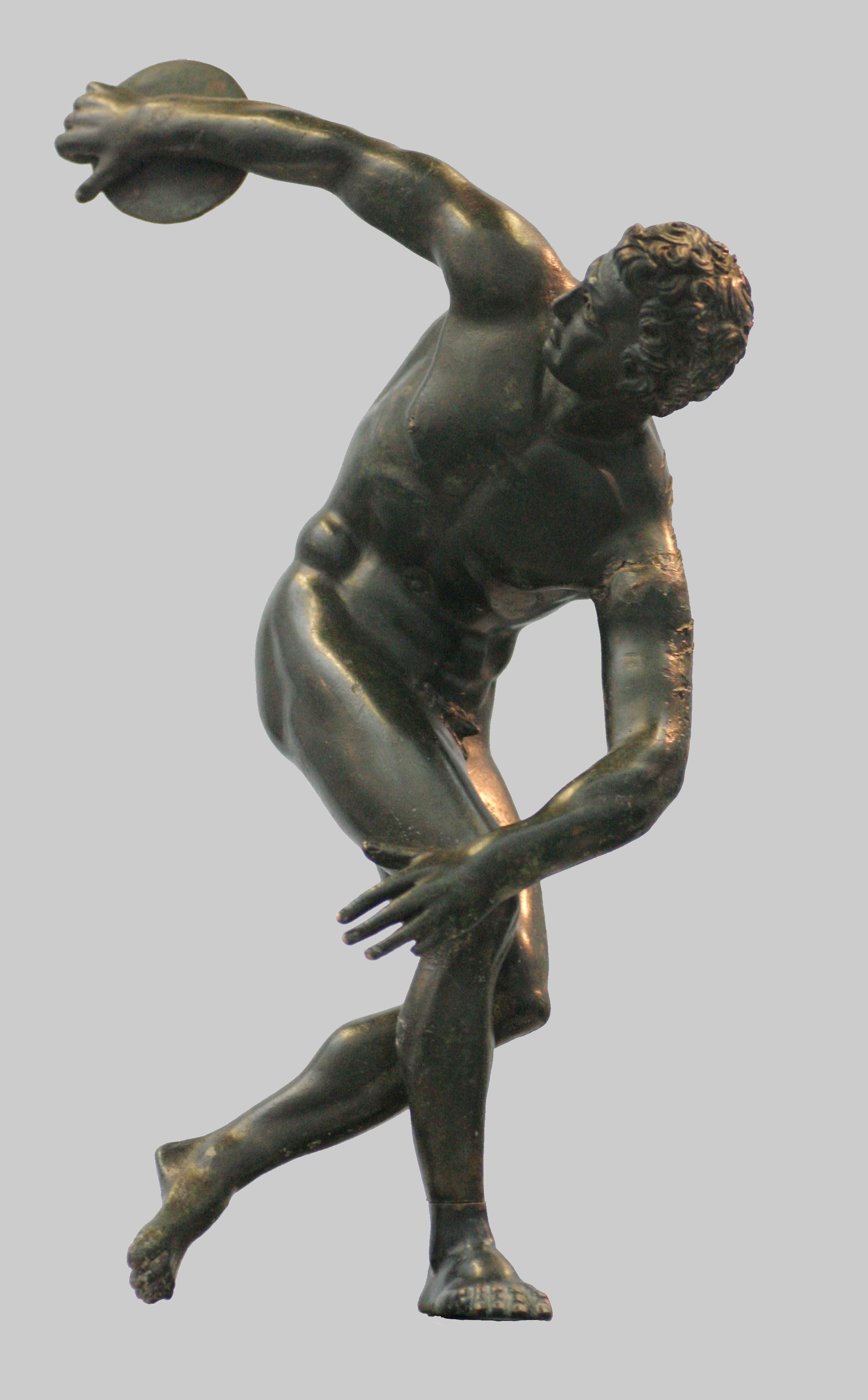
Дискобол, Гліптотека, Мюнхен

Дискобо́л (грец. Δισκοβόλος — метальник диска) —давньогрецька скульптура, завершена на початку класичного періоду приблизно в 460–450 до н. е. Одна з найбільш прославлених статуй античності роботи скульптора Мирона. Він є першою класичною скульптурою, що зображує людину в русі.

## Опис
Переможець змагань із метання диска зображений у момент розмаху перед киданням. Тіло атлета представлено у повороті (стиль Figura serpentinata), що було надзвичайно складним та водночас сміливим прийомом. Ім'я атлета, зображеного у скульптурі, не збереглось. Не зберігся й оригінал Дискобола — він був загублений у Середньовіччі. Робота відома завдяки численним римським копіям, як повномасштабним копіям із мармуру, який дешевший за бронзу, таким як перша знайдена, Паломбарський дискобол, так і меншим масштабним версіям із бронзи.
Метальник диска зображений таким, що збирається кинути свій кидок: «чистим інтелектом», як зауважив Кеннет Кларк у «Оголеному», Мирон створив стійку модель спортивної енергії. Він зробив момент дії настільки тимчасовий, що студенти легкої атлетики все ще дебати, якщо це можливо і він надав цьому повноту камеї. Момент, зафіксований таким чином у статуї, є прикладом ритму, гармонії та балансу. Мирона часто вважають першим скульптором, який опанував цей стиль. Природно, як завжди в давньогрецькій легкій атлетиці, Дискобол повністю оголений. Його поза вважається неприродною для людини І за сучасними стандартами вважається досить неефективним способом метання диска. Мирон уособлює тіло в момент його максимального напруження і пишноти. Кручення тіла енергійне і водночас гармонійне та делікатне. Однак великі зусилля спортсмена не відображаються на його обличчі, яке демонструє лише слабку зосередженість. Як зауважує Кларк, «на сучасний погляд може здатися, що прагнення Мирона до досконалості змусило його надто суворо придушувати відчуття напруги в окремих м'язах». Ще одна відмінна риса Мирона, втілена в цій скульптурі, полягає в тому, що тіло має пропорційну симетрію.
Потенційна енергія, виражена в тісно пораненій позі цієї скульптури, яка відображає момент застою безпосередньо перед звільненням, є прикладом прогресу класичної скульптури від архаїчної. Однак тулуб не демонструє м'язового напруження, навіть якщо кінцівки розведені.

## Копії
Відомі численні римські копії статуї:
Дискобол і Дискофор
- До відкриття цієї статуї термін «Дискобол» застосовувався в XVII і XVIII століттях до стоячої фігури, що тримає диск, Дискофорос, (Дискофор був бронзовою скульптурою класичного грецького скульптора Полікліта, творця Дорифора та Діадумена, а також його багатьох римських мармурових копій. (Однак Його не слід плутати з Дискоболом Мирона, який показує, що диск кидають, а не носять), який Енніо Квіріно Вісконті ідентифікував як Дискобол Наукіда Аргоського, згаданого Плінієм.Дискобол Паломбара або Ланчелотті

- Дискобол Паломбарський, першу знайдену копію цієї знаменитої скульптури, було знайдено в 1781 році. Це копія I століття нашої ери з оригінальної бронзової скульптури Мирона. Після його відкриття в римській власності сім'ї Массімо, віллі Паломбара на пагорбі Есквілін, він був спочатку відновлений Джузеппе Анджеліні; Массімо встановив його у своєму Палаццо Массімо алле Колонне, а потім у Палаццо Ланчелотті. Італійський археолог Джованні Баттіста Вісконті ідентифікував скульптуру, як копію з оригіналу Мирона. Він миттєво став відомим, хоча Массімо ревниво охороняв доступ до нього.

У 1937 році Адольф Гітлер вів переговори про його купівлю, і врешті-решт це вдалося в 1938 році, коли міністр закордонних справ Галеаццо Чіано продав йому за п'ять мільйонів лір через протести міністра освіти Джузеппе Боттаї та наукової спільноти. Його відправили залізницею до Мюнхена і виставили в Гліптотеці; його повернули в 1948. Зараз він знаходиться в Національному музеї Риму, виставлений у Палаццо Массімо.

### Таунлі Дискобол
- Після відкриття Дискобола Паломбара, другий видатний Дискобол був розкопаний на віллі Адріана в 1790 році, і був придбаний англійським антикваром і торговцем мистецтвом, заснованим у Римі, Томасом Дженкінсом, на публічному аукціоні в 1792 році. (Інший приклад, також знайдений на Тіволі, в цей день був придбаний Музеями Ватикану.) Англійський знавець Чарльз Таунлі заплатив Дженкінсу 400 фунтів стерлінгів за статую, яка прибула до напівпублічної галереї Таунлі, замовленої на Парк-стріт у Лондоні, у 1794 році. Голова була помилково відреставрована, як незабаром зазначив Річард Пейн Найт, але Таунлі був переконаний, що його оригінальна та краща копія.Він був куплений для Британського музею разом з рештою мармуру Таунлі, в липні 1805 року.

### Інші копії
- Інші римські копії в мармурі були знайдені, а торси, які вже були відомі в XVII столітті, але які були помилково відреставровані та завершені з тих пір були ідентифіковані, як повторення моделі Мирона. Наприклад, на початку XVIII століття П'єр-Етьєн Монно відновив тулуб, який тепер визнаний прикладом Дискобола Мирона як пораненого гладіатора, який підтримує себе на руці, коли опускається на землю; завершена скульптура була подарована до 1734 року папою Климентом XII Капітолійським музеям, де вона й зберігається.Ще одна копія була виявлена в 1906 році в руїнах римської вілли в Тор Патерно в колишньому королівському маєтку Кастель Порціано, зараз також зберігається в Національному музеї Рима.

у XIX столітті гіпсові копії Дискобола можна було знайти в багатьох великих академічних колекціях, які зараз здебільшого розсіяні.
- Знайдена на Есквілінському пагорбі 1781 року, нині зберігається у Національному музеї у Римі;
- Знайдена у Кастель Порціано 1906 року, нині зберігається у Національному музеї терм у Римі;
- Одна з копій Дискобола зберігається у Гліптотеці Мюнхена;
- Інші копії, що збереглись гірше, або ж дійшли до наших часів фрагментарно, зберігаються у музею К'ярамонті у Ватикані, Британському музею, Каза-Буонарроті у Флоренції, музеях Берліна та Базеля.

Скульптура Дискобол прийнята як символ сучасного олімпійського руху, що підкреслює зв'язок із традиціями античного спорту.

## Дивитись також
- Figura serpentinata
- Дискофор